# Powhattan (Kansas)
Pour les articles homonymes, voir Powhattan.
Powhattan est une ville américaine située dans le comté de Brown, au Kansas. Selon le recensement qui a été fait en 2010, sa population est de 77 habitants.